# داوید شوهلیک
داوید شوِهلیک (چکی: David Švehlík؛ زادهٔ ۶ آوریل ۱۹۷۲) بازیگر اهل کشور جمهوری چک است. او پسر آلیس شوهلیک است.
از فیلم‌ها یا برنامه‌های تلویزیونی که وی در آن نقش داشته‌است می‌توان به در سایه، فرشته تبهکار، و عملیات سیلور ای اشاره کرد.